# Норма Альварес
Норма Альварес — індійська юристка, соціальна працівниця та екологічна активістка.

## Біографія
Народилася в мангалорській католицькій родині, закінчила юридичний факультет коледжу Святого Ксав'єра в Мумбаї та зайнялася екологічною діяльністю. Норма Альварес одружена з Клодом Альваресом, іншим мангалорським католицьким активістом, і пара зараз живе в Паррі, штат Гоа, зі своїми трьома дітьми Рахулом, Саміром і Міліндом.
Під егідою Фонду Гоа, започаткованого її чоловіком, у 1987 році вона ініціювала судовий розгляд громадських інтересів, щоб врятувати піщані дюни Гоа, перше в історії даної організації подання у штаті. Вона брала участь у понад 100 засіданнях із розглядів громадських інтересів і служилагромадською активісткою суду. Повідомляється, що вона виграла ухвалу суду про блокування фабрики DuPont та іншу, яка обмежила видобуток корисних копалин у Гоа. Вона є президентом філії «Люди для тварин» у Гоа і засновницею книжкових магазинів Other India та Other India Press. У 2002 році уряд Індії нагородив її четвертою найвищою цивільною нагородою Індії Падма Шрі. Уряд Гоа у 2001 році нагородив Альварес відзнакою Яшадаміні Пураскар.